# Ludolph Hendrik Borchard Silvius van Heeckeren

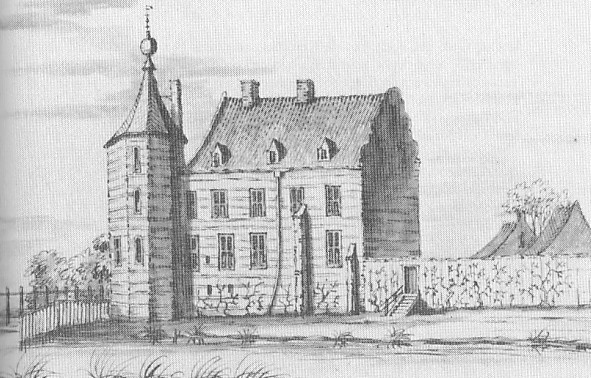
De Kemnade op een prent uit 1720

Ludolph Hendrik Borchard Silvius baron van Heeckeren (Zutphen, 14 juli 1696 - Doetinchem, 7 november 1762) was een Nederlands burgemeester uit het adellijk geslacht Van Heeckeren. Hij was heer van Campherbeek, Waliën, de Wiersse, Onstein en Kemnade. Hij was de zoon van Robert van Heeckeren (1650-1699) en Anna Wilhelmina Caecilia van Keppel (1670-1704).
Van Heeckeren was naast burgemeester van Groenlo richter in Doesburg, gecommitteerde der Staten Generaal, bewindvoerder van de Verenigde Oost-Indische Compagnie en gecommitteerde van de Admiraliteit van Friesland.
De Wiersse en Onstein verwierf hij door zijn huwelijk in 1724 met de dertienjarige rijke erfdochter van de Zutphense burgemeester Susanne Hohanna Everdina Valck (1711-1746). Het kasteel Campherbeek in Berkum bij Zwolle had hij via zijn moeder verkregen. Dit kasteel had hij vanaf 1734 verhuurd, in 1747 verkocht en in 1762 weer teruggekocht. In 1726 werd hij beleend met de havezate 't Waliën in Winterswijk. In 1749 kocht hij voor f. 43.000 de Kemnade bij Doetinchem waar hij ging wonen. In 1750 gingen de rechten van de havezate 't Waliën over naar de Kemnade. Daarmee werd de Kemnade een van de 36 erkende havezaten van het Kwartier Zutphen.
In 1752 huwde hij voor de tweede maal op huwelijkse voorwaarden met Wilhelmina Frederika barones van Wijhe (1723-1797). Uit zijn eerste huwelijk had hij twee zonen. Na zijn overlijden werd na jarenlange ruzie tussen zijn kinderen en hun stiefmoeder zijn erfenis bij magescheid (boedeldeling) verdeeld. Nadat aanvankelijk zijn oudste zoon was beleend gingen in 1778 de havezate Kemnade, Wijnbergen en 't Waliën, Winterswijk naar zijn jongste zoon Evert Ludolph. Evert Ludolph was burgemeester van Doesburg en Zutphen.